# Franjevački samostan i crkva sv. Ivana Krstitelja u Kloštaru Ivanićkom
Franjevački samostan i crkva sv Ivana Krstitelja rimokatolička je crkva u opićini Kloštar Ivanić, zaštićeno kulturno dobro.

## Opis
Gotička crkva nastala na prijelazu iz 15. u 16. st. barokizirana je tijekom 17. st., kada je obnovljen samostan, s kojim tvori kompleks gotovo kvadratnog tlocrta. Značajna je s obzirom na arhitektonsku slojevitost i ubraja se među najveće srednjovjekovne sakralne građevine u sjevernoj Hrvatskoj te među rijetke koje su bile u cijelosti svođene gotičkim križno-rebrastim svodom. Jednobrodna je, pravokutnog tlocrta s poligonalno zaključenim svetištem poduprtim kontraforama i zvonikom. U razdoblju baroka dobiva bačvaste svodove sa susvodnicama, a preoblikovani su i prozorski otvori. Barokizirano je i pročelje na kojem je grb Luke Baratina renesansnih obilježja s uklesanom 1508., godinom izgradnje. Sačuvan je vrijedan barokni inventar. Samostan je sagrađen u 16. st. te obnovljen krajem 17. st. i 1730. godine.

## Zaštita
Pod oznakom Z-2250 zavedena je kao nepokretno kulturno dobro - pojedinačno, pravna statusa zaštićena kulturnog dobra, klasificirano kao "sakralna graditeljska baština".